# Mausolée de Boboyi Poradoz
 (décembre 2023).
 (décembre 2023).
La mise en forme du texte ne suit pas les recommandations de Wikipédia : il faut le « wikifier ».
Les points d'amélioration suivants sont les cas les plus fréquents :
- Les titres sont pré-formatés par le logiciel. Ils ne sont ni en capitales, ni en gras.
- Le texte ne doit pas être écrit en capitales (les noms de famille non plus), ni en gras, ni en italique, ni en « petit »…
- Le gras n'est utilisé que pour surligner le titre de l'article dans l'introduction, une seule fois.
- L'italique est rarement utilisé : mots en langue étrangère, titres d'œuvres, noms de bateaux, etc.
- Les citations ne sont pas en italique mais en corps de texte normal. Elles sont entourées par des guillemets français : « et ».
- Les listes à puces sont à éviter, des paragraphes rédigés étant largement préférés. Les tableaux sont à réserver à la présentation de données structurées (résultats, etc.).
- Les appels de note de bas de page (petits chiffres en exposant, introduits par l'outil «  Source ») sont à placer entre la fin de phrase et le point final[comme ça].
- Les liens internes (vers d'autres articles de Wikipédia) sont à choisir avec parcimonie. Créez des liens vers des articles approfondissant le sujet. Les termes génériques sans rapport avec le sujet sont à éviter, ainsi que les répétitions de liens vers un même terme.
- Les liens externes sont à placer uniquement dans une section « Liens externes », à la fin de l'article. Ces liens sont à choisir avec parcimonie suivant les règles définies. Si un lien sert de source à l'article, son insertion dans le texte est à faire par les notes de bas de page.
- La présentation des références doit suivre les conventions bibliographiques. Il est recommandé d'utiliser les modèles {{Ouvrage}}, {{Chapitre}}, {{Article}}, {{Lien web}} et/ou {{Bibliographie}}. Le mode d'édition visuel peut mettre en forme automatiquement les références.
- Insérer une infobox (cadre d'informations à droite) n'est pas obligatoire pour parachever la mise en page.

Pour une aide détaillée, merci de consulter Aide:Wikification.
Si vous pensez que ces points ont été résolus, vous pouvez retirer ce bandeau et améliorer la mise en forme d'un autre article.
Le mausolée de Boboyi Poradoz (ouzbek: Boboyi Poradoʻz maqbarasi) est un monument architectural de Boukhara. Le mausolée a été construit au XIXe siècle et se trouve derrière la porte Salakhona. Aujourd'hui, le mausolée se trouve en face de la bibliothèque Ibn Sina de Boukhara. Le mausolée figure sur la liste nationale des objets du patrimoine culturel matériel de l'Ouzbékistan d'importance républicaine.

## Histoire
Le mausolée de Hazrat Boboyi Poradoz est situé dans la partie sud-est de Boukhara, près de la porte de Salakhona. Au début du XXe siècle, il y avait ici un mazar avec un ensemble de structures architecturales (mausolées, mosquées, salles pour les pèlerins, maisons d'habitation, puits). Aujourd'hui, il ne reste que le centre du mausolée, où Boboyi Poradoz a été enterré, et c'est en son honneur que l'ensemble du mazar a été baptisé. Boboyi Poradoz était un érudit et un cheikh, né à Boukhara en 842 et mort en 925. Sa profession était la couture de patchwork et la cordonnerie, c'est pourquoi il est également considéré comme un contemporain des cordonniers. Il était considéré comme le patron de tous les artisans qui utilisaient des aiguilles: les cordonniers, les tailleurs et les brodeurs d'or. En persan, son nom signifie "grand-père qui rapièce", et de nombreuses légendes sont associées à ce nom. L'une d'entre elles raconte l'histoire d'un homme qui tentait d'effectuer un pèlerinage à La Mecque et qui demanda à Boboyi Poradoz de lui coudre une chaussure solide pour la route. Après plusieurs années de voyage, le pèlerin revint avec des chaussures qui n'avaient pas perdu leur aspect d'origine. Dès lors, la renommée de Boboyi Poradoz en tant que maître compétent se répandit dans tout le district et les maîtres le choisirent à l'unanimité comme pir (chef).
Selon une autre légende, si "les cendres du mazar de Boboyi Poradoz sont répandues sur une blessure, celle-ci guérit immédiatement". Même au XXe siècle, l'admiration pour le mausolée de ce maître est restée si forte que ceux qui passaient devant à cheval descendaient de cheval et que les piétons enlevaient leurs chapeaux. Une fois tous les 3-4 ans, une réunion de tous les maîtres qui considéraient Boboyi Poradoz comme leur patron se tenait dans le mazar. Pour ces réunions, des repas communs étaient organisés, et pendant Navruz, des célébrations spéciales étaient organisées pour les femmes.
Dans ce mausolée, il y a des tombes de nombreuses personnes, en plus de Boboyi Poradoz. Le mausolée de Boboyi Poradoz est l'un des rares mausolées construits non pas pour l'enterrement de représentants de la dynastie régnante, de la noblesse ou du clergé, mais pour l'enterrement d'un artisan.
Selon Sadruddin Salim Bukhari, pendant les années soviétiques, un tracteur venu démolir le mausolée a calé et le conducteur est mort. C'est pourquoi le mausolée est resté intact. Ce sanctuaire est visité par des cordonniers, des tailleurs et des représentants d'autres professions. Après l'indépendance de l'Ouzbékistan, ce mausolée a été rénové à l'initiative de l'homme d'affaires Abdulgafur Mirzaev.

## L'architecture
Le mausolée de Boboyi Poradoz est construit dans le style de l'architecture d'Asie centrale. Le mausolée est construit en brique, en bois, en pierre et en ganch.
Le mausolée de Boboyi Poradoz n'a qu'une seule pièce, mais se compose de deux parties: la partie centrale (avec une sagane, une entrée latérale et un mihrab) et les parties latérales, formées par de petites saillies dans les murs de la partie centrale. Tous les murs comportent des niches rectangulaires, à partir du sommet de la base en pierre. Le sagana (monument érigé sur une tombe), situé sur une plate-forme rectangulaire basse, occupant la majeure partie de la surface, se trouve dans la partie orientale de la pièce. Le sol du mausolée est recouvert de briques - des briques entières et des fragments de différentes formes, parmi lesquels les scientifiques ont trouvé plusieurs fragments d'argile non vernissée. Le sommet du mausolée est constitué d'un petit et d'un grand dôme. L'intérieur du mausolée est en marbre et, pour la commodité des pèlerins, il y a des sièges des deux côtés.